# Didrik Fredrik Patkull
Didrik Fredrik Patkull, född omkring 1650, död 1710 i Reval, var en svensk militär.

## BIografi
Didrik Fredrik Patkull var son till överste Henrik Patkull och Lucia von Treyden samt bror till Georg Reinhold Patkul. Han blev officer 1668, ryttmästare vid Nylands och Tavastehus kavalleriregemente 1676, major där 1678 och överstelöjtnant 1700. Patkull var överste och chef för Karelska kavalleriregementet 1701 och chef för Nylands och Tavastehus kavalleriregemente 1701–1706. Han erhöll generalmajors avsked 1706 och blev 1709 viceguvernör i Reval. Under stadens belägring 1710 låg Patkull dödssjuk och skrev aldrig under kapitulationen. Han avled kort därefter.